# Liolaemus leopardinus
Espèce
Statut de conservation UICN

 EN B1ab(i,iii) : En danger
Liolaemus leopardinus est une espèce de sauriens de la famille des Liolaemidae.

## Répartition
Cette espèce est endémique de la région métropolitaine de Santiago au Chili,. On la trouve entre 1 800 et 3 000 m d'altitude.

## Description
C'est un saurien vivipare.

## Publication originale
- Müller & Hellmich, 1932 : Beiträge zur Kenntnis der Herpetofauna Chiles. II. Neue Liolaemus - Arten und Rassen aus den Hochanden Chiles. Zoologischer Anzeiger, vol. 97, no 11/12, p. 307-329.